# Navour-sur-Grosne
Navour-sur-Grosne – gmina we Francji, w regionie Burgundia-Franche-Comté, w departamencie Saona i Loara. W 2016 roku liczba ludności wynosiła 666 mieszkańców. 
Gmina została utworzona 1 stycznia 2019 roku z połączenia trzech ówczesnych gmin: Brandon, Clermain oraz Montagny-sur-Grosne. Siedzibą gminy została miejscowość Clermain. 